# Herb gminy Gościeradów
Herb gminy Gościeradów – symbol gminy Gościeradów, ustanowiony 12 lipca 1990.

## Wygląd i symbolika
Herb przedstawia na tarczy w polu żółtym czarno-srebrny miecz między trzema podkowami (godło z herbu Belina, którym posługiwał się Eligiusz Prażmowski, jeden z właścicieli wsi), po jego lewej stronie czterolistną zieloną koniczynę, a ponad nią stylizowany napis „GOŚCIERADÓW”. 